# Inzlingen
Inzlingen est une commune allemande en Bade-Wurtemberg, située dans le district de Fribourg-en-Brisgau et limitrophe de la Suisse. Le Pays de Bade est représenté à gauche sur les armoiries, à droite se trouvent celles de la famille Reich de Reichenstein, propriétaire du château[Lequel ?], et notablement connue dans l'histoire de la région de Bâle .

## Politique
En 2014 la CDU et le SPD se sont réparti équitablement les douze sièges du conseil communal[réf. souhaitée].

## Maires
- Eric Hildebrand (1985-2009)
- Marco Muchenberger (2009- )